# Ford House Office Building
Ford House Office Building är en byggnad i området United States Capitol Complex i den amerikanska huvudstaden Washington, D.C. och är kontorsfastighet för federala  myndigheter som Congressional Budget Office och FHOB:s ägare Architect of the Capitol. Byggnaden ritades av arkitekten Louis A. Simon och byggnaden stod färdig 1939. Den var till olika ändamål fram till 1975 när Architect of the Capitol förvärvade den. Byggnaden är namngiven efter USA:s 38:e president Gerald Ford.